# جون جي. لاك
جون جي. لاك هو مبشر كندي، ولد في 18 مارس 1870 في أونتاريو في كندا، وتوفي في 16 سبتمبر 1935 في سبوكين في الولايات المتحدة.